# Ecnomus deceptor
Ecnomus deceptor är en nattsländeart som beskrevs av Mclachlan 1884. Ecnomus deceptor ingår i släktet Ecnomus och familjen trattnattsländor. Inga underarter finns listade i Catalogue of Life.